# Chicago (Musical)
Chicago ist ein Musical mit der Musik von John Kander und den Gesangstexten von Fred Ebb. Das Buch stammt von Fred Ebb und Bob Fosse nach dem gleichnamigen Stück der Reporterin Maurine Dallas Watkins aus dem Jahr 1926. Regie und Choreografie übernahm Bob Fosse, die weiblichen Hauptrollen der Uraufführung erhielten Chita Rivera und Gwen Verdon.
Die Uraufführung fand am 3. Juni 1975 im 46th Street Theatre, New York statt. Nach insgesamt 936 Vorstellungen fiel der letzte Vorhang am 27. August 1977. Am 14. November 1996 feierte im Richard Rodgers Theatre (New York) eine große Revival-Produktion Premiere, die über London auch nach Wien gelangte. 1997 erhielt die Show sechs Tony Awards.
Nach Cabaret ist Chicago das bekannteste Musical von Kander und Ebb.

## Die Handlung
1. Akt
Die Geschichte spielt im Chicago der 1920er Jahre („Ouverture“). Sie beginnt mit dem Mord der Vaudeville-Tänzerin („All That Jazz“) Roxie Hart an ihrem Liebhaber Fred Casely. Bei der ersten Befragung am Tatort deckt ihr Ehemann sie („Funny Honey“), bis sich herausstellt, dass sie ein Verhältnis mit dem Toten hatte. Roxie kommt daraufhin zur Untersuchungshaft ins Gefängnis („Cell Block Tango“).
Dort lernt sie die korrupte Matron Morton, genannt „Mama“ kennen, die ihr das Leben im Gefängnis erklärt („When You’re Good to Mama“).  Ihre Zellengenossin und ebenfalls Mörderin ist die Tänzerin Velma Kelly, die mit „Mamas“ Hilfe zu einem Medienstar wurde und die Fortsetzung ihrer Karriere nach ihrer Freilassung plant. „Mama“ schlägt Roxie den Rechtsanwalt Billy Flynn vor, da dieser noch nie einen Prozess verloren hat. Roxie hat nicht genug Geld, durch ihren Mann erhält sie es schließlich dennoch („A Tap Dance“) und Billy nimmt Roxies Fall an („All I Care About is Love“).
Mit Hilfe der Boulevardjournalistin Mary Sunshine („A Little Bit of Good“) wird Roxie in den Medien als „Jazz-Mörderin“ immer populärer, im Stück hält sie eine große Zeitung mit der Schlagzeile „Roxie rocks’ Chicago“ in die Höhe und neue Versionen der Wahrheit werden verbreitet („We Both Reached for the Gun“). Während Roxie schon von ihrem zukünftigen Leben als Star träumt („Roxie“), wird Velma eifersüchtig auf sie, da Roxie ihr nicht nur das Rampenlicht, sondern auch Billy stiehlt, und versucht vergeblich, mit ihr ins Gespräch zu kommen und sie als Partnerin für ihre Shownummer zu gewinnen („I Can’t Do It Alone“). Unabhängig voneinander kommen beide Frauen zu dem Schluss, dass sie nur sich selbst vertrauen können („My Own Best Friend“).
2. Akt
Roxies Glückssträhne nimmt kein Ende („I Know a Girl“), trotz ihrer Lügen, nach denen es heißt, sie habe eine Klosterschule besucht und sei mittlerweile schwanger, was schon lang ihr größter Wunsch gewesen sein soll („Me and My Baby“). Für die angebliche Vaterschaft ihres Mannes interessiert sich jedoch niemand („Mr. Cellophane“).
Unterdessen planen Velma und Billy einige Tricks für ihre Verhandlung („When Velma Takes The Stand“). Der Anwalt setzt diese jedoch allesamt für Roxies Fall ein („Razzle Dazzle“), was „Mama“ und Velma nicht freundlich stimmt („Class“).
Mit allen Schmeicheleien und Lügen kommt Roxie erwartungsgemäß frei. Jedoch nehmen auch ihre Tage im Licht der Medien ein jähes Ende, als ein neuer, spektakulärerer Fall das Interesse der Öffentlichkeit auf sich zieht. Roxie findet sich damit ab („Nowadays“) und kommt auf Velmas einstigen Vorschlag einer gemeinsamen Karriere zurück („Hot Honey Rag“). Letztendlich werden Velma und Roxie zwei gefeierte Jazz-Sängerinnen („Finale“).

## Musiktitel
1. Akt
- Ouverture – Orchester
- All That Jazz (DE: All der Jazz) – Velma Kelly und Ensemble
- Funny Honey (DE: Schusseldussel) – Roxie Hart
- Cell Block Tango (DE: Zellen-Block-Tango) – Velma und die Mörderinnen
- When You’re Good to Mama (DE: Bist du gut zu Mama) – Matron „Mama“ Morton
- Tap Dance (DE: Stepptanz) - Roxie, Amos und männliches Ensemble
- All I Care About (DE: Ich bin nur für die Liebe da) – Billy Flynn und weibliches Ensemble
- A Little Bit of Good (DE: Etwas Gutes ist an jedem dran) – Mary Sunshine
- We Both Reached for the Gun (DE: Wir beide griffen nach dem Colt) – Billy, Roxie, Mary und die Reporter
- Roxie – Roxie und männliches Ensemble
- I Can’t Do It Alone (DE: Leider geht's nicht allein) – Velma
- I Can’t Do It Alone (Reprise) – Velma
- Chicago After Midnight – Orchester
- My Own Best Friend (DE: Ich bin mein bester Freund) – Roxie und Velma
- Finale Akt I: All That Jazz (Reprise) – Velma

2. Akt
- Entr’acte – Orchester
- I Know a Girl (DE: Ich kenn' ein Mädchen) – Velma
- Me and My Baby (DE: Ich und mein Baby) – Roxie und Ensemble
- Mr. Cellophane (DE: Mister Zellophan) – Amos Hart
- When Velma Takes the Stand (DE: Mit Velma vor Gericht) – Velma und männliches Ensemble
- Razzle Dazzle (DE: Hokuspokus) – Billy und Ensemble
- Class (DE: Stil) – Velma und Mama Morton
- Nowadays/Hot Honey Rag (DE: Uns're Zeit/Honey Rag) – Velma und Roxie
- Finale Akt II: All That Jazz (Reprise) – Gesamtes Ensemble

## Chicago im deutschsprachigen Raum
- Deutschland: Hamburg: Thalia Theater: Premiere: 21. Mai 1977, Derniere: unbekannt (Deutschlandpremiere)
- Österreich: Wien: Theater an der Wien: Premiere: 21. Februar 1979, Derniere: unbekannt (Österreichpremiere)
- Deutschland: München: Deutsches Theater: Premiere: 6. April 1987, Derniere: unbekannt
- Deutschland: Berlin: Theater des Westens: Premiere: 24. März 1988, Derniere: 6. Juni 1988
- Österreich: Wien: Theater an der Wien: Premiere: 23. September 1998, Derniere: 21. April 1999
- Deutschland: Berlin: Theater des Westens: Premiere: 25. September 1999, Derniere: 16. Juli 2000
- Deutschland: München: Deutsches Theater: Premiere: 3. Oktober 2000, Derniere: 3. Dezember 2000
- Schweiz: Basel: Musical Theater Basel: Premiere: 11. Dezember 2000, Derniere: 4. Februar 2001
- Deutschland: Düsseldorf: Capitol Theater: Premiere: 4. Oktober 2001, Derniere: 19. Januar 2002
- Schweiz: St. Gallen: Theater St. Gallen: Premiere: 18. Februar 2012, Derniere: 30. Dezember 2012 (Repertoire: 28 Aufführungen)
- Österreich: Linz: Landestheater Linz: Premiere: 31. Juli 2012, Derniere: 11. August 2012 (Repertoire: 6 Aufführungen in englischer Sprache mit deutschen Übertiteln)
- Deutschland: Stuttgart: SI-Centrum: Premiere: 6. November 2014, Derniere: 17. September 2015
- Deutschland: Berlin: Theater des Westens: Premiere: 11. Oktober 2015, Derniere: 17. Januar 2016[1]
- Deutschland: München: Deutsches Theater: Premiere: 6. März 2016,[2] Derniere: 10. April 2016
- Deutschland: Ettlingen: Schlossfestspiele, Premiere 21. Juni 2018, Derniere 11. August 2018
- Deutschland: Magdeburg: Domplatz-OpenAir, Premiere 14. Juni 2018, Derniere 7. Juli 2019
- Deutschland: Braunschweig: Großes Haus, Premiere 30. November 2019, Derniere 1. Mai 2020[3]
- Deutschland: Augsburg: Staatstheater, Premiere 19. Juni 2021, Derniere 31. Juli 2021
- Deutschland: Bonn: Theater, Premiere, Premiere 29. August 2021, Derniere 31. Dezember 2022[4]
- Deutschland: Wiesbaden: Hessisches Staatstheater, Premiere 26. November 2022
- Deutschland: Berlin: Komische Oper, Premiere 28. Oktober 2023
- Deutschland: Hannover: Staatsoper Hannover, Premiere 6. Dezember 2024
- Deutschland: Coburg: Landestheater Coburg , Premiere 22. März 2025

## Besetzungen
Premierenbesetzung in Berlin (1988):
- Roxie Hart: Katja Ebstein
- Velma Kelly: Gaye MacFarlane
- Billy Flynn: Eric Lee Johnson
- Mama Morton: Gisela Uhlen
- Amos Hart: Hans Clarin
- Mary Sunshine: F. Dion Davis

Premierenbesetzung in Wien (1998):
- Roxie Hart: Frederike Haas
- Velma Kelly: Anna Montanaro
- Billy Flynn: Rainhard Fendrich
- Mama Morton: Isabel Weicken
- Amos Hart: Léon van Leeuwenberg
- Mary Sunshine: Christian Maxwell

Premierenbesetzung in Berlin (1999):
- Roxie Hart: Frederike Haas
- Velma Kelly: Anna Montanaro
- Billy Flynn: Cusch Jung
- Mama Morton: Isabel Weicken
- Amos Hart: Léon van Leeuwenberg
- Mary Sunshine: Stefan Poslovski

Premierenbesetzung in München (2000):
- Roxie Hart: Ann Mandrella
- Velma Kelly: Anna Montanaro
- Billy Flynn: Cusch Jung
- Mama Morton: Isabel Weicken
- Amos Hart: Ilja Richter
- Mary Sunshine: Stefan Poslovski

Premierenbesetzung in Basel (2000):
- Roxie Hart: Ann Mandrella
- Velma Kelly: Anna Montanaro
- Billy Flynn: Cusch Jung
- Mama Morton: Isabel Weicken
- Amos Hart: Léon van Leeuwenberg
- Mary Sunshine: Stefan Poslovski

Premierenbesetzung in Düsseldorf (2001):
- Roxie Hart: Ann Mandrella
- Velma Kelly: Anna Montanaro
- Billy Flynn: Nikolas Gerdell
- Mama Morton: Isabel Weicken
- Amos Hart: Léon van Leeuwenberg
- Mary Sunshine: Magnus Karlberg

Premierenbesetzung in St. Gallen (2012):
- Roxie Hart: Sabrina Harper
- Velma Kelly: Sabine Hettlich
- Billy Flynn: Tobias Licht
- Mama Morton: Brigitte Oelke
- Amos Hart: Frank Winkels
- Mary Sunshine: Martin Schäffner

Premierenbesetzung in Linz (2012):
- Roxie Hart: Ali Bastian
- Velma Kelly: Tupele Dorgu
- Billy Flynn: Stefan Booth
- Mama Morton: Bernie Nolan
- Amos Hart: Jamie Baughan
- Mary Sunshine: Alex Weatherhill

Premierenbesetzung in Stuttgart (2014):
- Roxie Hart: Carien Keizer
- Velma Kelly: Lana Gordon
- Billy Flynn: Nigel Casey (Dezember 2014 – März 2015 Pasquale Aleardi)
- Mama Morton: Isabel Dörfler
- Amos Hart: Volker Metzger
- Mary Sunshine: Martin Schäffner

Premierenbesetzung in Berlin (2015) und München (2016):
- Roxie Hart: Carien Keizer
- Velma Kelly: Caroline Frank
- Billy Flynn: Nigel Casey
- Mama Morton: Isabel Dörfler
- Amos Hart: Volker Metzger
- Mary Sunshine: Martin Schäffner / alternierend in Berlin: Victor Petersen

Besetzung Ettlingen (2018):
- Roxie Hart: Maria Danae Bansen
- Velma Kelly: Dorothee Kahler
- Billy Flynn: Marc Lamberty
- Mama Morton: Gudrun Schade

Besetzung Augsburg (2021):
- Roxie Hart: Katja Berg
- Velma Kelly: Sidonie Smith
- Billy Flynn: Alexander Franzen
- Mama Morton: Marianne Larsen

Besetzung Wiesbaden (2022):
- Roxie Hart: Katharina Hoffmann; Fabiana Renker
- Velma Kelly: Anna Okunowski; Viktoria Reese
- Billy Flynn: Tim Speckhardt; Dwayne Gilbert Besier
- Mama Morton: Ann-Kristin Lauber

Premierenbesetzung Berlin (2023):
- Roxie Hart: Katharine Mehrling
- Velma Kelly: Ruth Brauer-Kvam
- Billy Flynn: Jörn-Felix Alt
- Mama Morton: Andreja Schneider

Besetzung Coburg (2025):
- Roxie Hart: Alexandra Farkic
- Velma Kelly: Carina Sandhaus
- Billy Flynn: Daniel Carison
- Mama Morton: Cora Pavelić
- Amos Hart: Tobias Bode; Dirk Mestmacher
- Mary Sunshine: Tobias Bode; Emily Lorini

## Auszeichnungen
Originalproduktion 1975
- Drama Desk Award für Bestes Lichtdesign (Jules Fisher)

Wiederaufnahme 1996
- Tony Award für
  - Beste Wiederaufnahme eines Musicals (Barry Weissler, Fran Weissler, in Zusammenarbeit mit Kardana Productions)
  - Bester Hauptdarsteller in einem Musical (James Naughton)
  - Beste Hauptdarstellerin in einem Musical (Bebe Neuwirth)
  - Bestes Lichtdesign (Ken Billington)
  - Beste Choreografie (Ann Reinking)
  - Beste Musicalregie (Walter Bobbie)

- Drama Desk Award für
  - Beste Wiederaufnahme eines Musicals (Barry Weissler, Fran Weissler, in Zusammenarbeit mit Kardana Productions)
  - Beste Hauptdarstellerin in einem Musical (Bebe Neuwirth)
  - Bester Nebendarsteller in einem Musical (Joel Grey)

- Theatre World Award 1999 für Ute Lemper

## Verfilmungen
Von 1976 bis 1980 war mehrmals eine Chicago-Verfilmung im Gespräch, als deren mögliche Darsteller Liza Minnelli (als „Velma Kelly“, am Broadway zuvor von Chita Rivera verkörpert), Goldie Hawn („Roxie“), Frank Sinatra („Billy“), Carol Channing, Ann Miller und Nancy Walker („Mama“) gehandelt wurden; Regie sollte Martin Scorsese führen. Erst 1991 wurde wieder darüber geredet, als Lewis Gilbert Minnelli als „Roxie“ sehen wollte, 1994 dann äußerte sich Harvey Weinstein, er würde gern Michelle Pfeiffer, Minnelli oder Goldie Hawn zusammen mit Madonna engagieren; ein Jahr später versprach er Minnelli sogar ihre Mitwirkung.
Eine Verfilmung wurde aber erst 2001 von Rob Marshall realisiert und kam mit Renée Zellweger, Catherine Zeta-Jones und Richard Gere in die Kinos. Zu diesem Zeitpunkt wurde Minnelli als „Mama Morton“ gehandelt, die Rolle wurde jedoch von Queen Latifah übernommen. Chita Rivera hatte einen Cameo-Auftritt als rauchende Gefängnisinsassin. Im Vergleich zum Musical wurde der Charakter der Roxie Hart etwas aufgelockert und einige Titel wurden nicht in den Film übernommen. Zeta-Jones erhielt 2003 den Oscar als Beste Nebendarstellerin.
Das eigentliche Theaterstück von Maurine Dallas Watkins wurde erstmals unter gleichem Titel im Jahr 1927 als Stummfilm für die Leinwand adaptiert. 1942 entstand unter der Regie von William A. Wellman die Neuverfilmung Roxie Hart; die Titelrolle war mit Ginger Rogers besetzt.